# Let the Power Fall
Let the Power Fall, sottotitolato: An Album of Frippertronics, è un album da solista del chitarrista britannico Robert Fripp, registrato dal vivo nel 1979 e pubblicato nel 1981.
Fu l'ultima pubblicazione di Fripp prima del ritorno dei King Crimson (1981-1984) avvenuto proprio nell'aprile del 1981, sebbene inizialmente col nome Discipline.

## Descrizione
Come indicato nel sottotitolo, si tratta di un album interamente realizzato dal solo Fripp con la tecnica da lui denominata Frippertronics, alla quale era stato introdotto da Brian Eno nel 1972. I brani furono tutti registrati dal vivo nel corso di una tournée che il chitarrista svolse in Canada e negli Stati Uniti, tra giugno e settembre del 1979, suonando di preferenza in luoghi inusuali come negozi di dischi, uffici di case discografiche, gallerie d'arte, cinema e ristoranti – unica eccezione di rilievo il Monterey Jazz Festival – e impiegando esclusivamente una chitarra elettrica, un fuzz box e due registratori a bobina Revox A77.

## Tracce
Musiche di Robert Fripp.
Lato A
1. 1984 – 11:09
2. 1985 – 12:20

Lato B
1. 1986 – 5:21
2. 1987 – 5:14
3. 1988 – 6:33
4. 1989 – 11:32

Tracce extra ristampa in CD (2022)
1. 1984 (single edit) – 4:14
2. 1984 (mix one) – 10:02
3. 1984 (mix two) – 10:01

## Formazione
- Robert Fripp — chitarra elettrica, Frippertronics